# Carlos Castán Usieto
Carlos Castán Usieto (Jaca, Huesca, España, 25 de febrero de 1984), futbolista español. Juega de defensa o carrilero por la derecha y como centrocampista de cierre. Su actual equipo es el Peña Sport Futbol Club de la Segunda División B española.

## Clubes
| Club                                  | País   | Año       |
| ------------------------------------- | ------ | --------- |
| Real Zaragoza (categorías inferiores) | España | 2002-2003 |
| SD Huesca                             | España | 2003-2004 |
| CF Jacetano                           | España | 2004-2005 |
| SD Huesca                             | España | 2005-2008 |
| Andorra CF                            | España | 2008      |
| Neath FC                              | Gales  | 2009-2010 |
| Alicante CF                           | España | 2010-2011 |
| Club de Fútbol Palencia               | España | 2011-2012 |
| Peña Sport Futbol Club                | España | 2012-2013 |

- Datos: Q8263811